# 法國蝴蝶夫人國際化妝品
法國蝴蝶夫人國際化妝品有限公司，簡稱法國蝴蝶夫人國際化妝品，在2003年於香港註冊、中國廣州成立，曾經營「冰雪寒香」等品牌化妝品，而並非在1928年於法國成立，也不是法切萊旗下公司以及財富500強企業。
主犯何躍蘭曾被《焦點訪談》大肆訪問過程，但由於牽涉透過向聾啞、無知等人士進行非法網絡傳銷，顧客購買化妝品滿人民幣7,000元、3,500元、2,100元即分別成為金卡、銀卡、銅卡會員，而成為最大欺詐焦點。
2009年6月初，湖南省郴州市公安機關、廣州市等各大公安機關進行大規模搗破非法傳銷活動，拘捕何躍蘭有關同黨人士。結業後29個全國省份已非法獲利達至3.35億元人民幣（4592萬美元）。
2010年10月初，郴州市检察院作出裁決，主犯何躍蘭被判有期徒刑13年，並罰款充公金額為877.8萬元人民幣（132.2萬美元），而次犯人何夏娟被判有期徒刑7年，並罰款充公金額為65萬元人民幣（9.8萬美元）。